# Cho Jae-jin
Cho Jae-jin (n. Paju, Corea del Sur; 9 de julio de 1981) es un futbolista surcoreano que se desempeñaba como delantero.

## Clubes
| Club                    | País          | Año         |
| ----------------------- | ------------- | ----------- |
| Suwon Samsung Bluewings | Corea del Sur | 2000 - 2002 |
| Sangju Sangmu           | Corea del Sur | 2002 - 2003 |
| Suwon Samsung Bluewings | Corea del Sur | 2003 - 2004 |
| Shimizu S-Pulse         | Japón         | 2004 - 2007 |
| Jeonbuk Hyundai Motors  | Corea del Sur | 2008        |
| Gamba Osaka             | Japón         | 2009 - 2010 |